# Husserliana
La Husserliana (citata con l'abbreviazione Hua) è l'edizione critica delle opere complete del filosofo tedesco Edmund Husserl. La sua preparazione fu avviata poco dopo la morte dell'autore, avvenuta nel 1938, quando i suoi manoscritti furono allontanati dalla Germania nazista (dove erano in pericolo a causa delle origini ebraiche di Husserl) e portati in Belgio da padre Herman Van Breda. Il primo volume fu pubblicato nel 1950.
Inizialmente pubblicata da Martinus Nijhoff, la Husserliana continuò a uscire per i tipi della Kluwer Academic Publishers, e della Springer dopo la fusione della Kluwer con quest'ultima.
L'opera si compone di quattro serie: Gesammelte Werke, la principale, comprende i libri e gli articoli pubblicati da Husserl in vita e una selezione di manoscritti; i Dokumente contengono materiale biografico, bibliografico e la corrispondenza di Husserl; i Materialien comprendono perlopiù trascrizioni di lezioni tenute da Husserl e ulteriori manoscritti.
Nei Collected Works è pubblicata la traduzione inglese di alcuni dei testi principali.

## Opere complete (Gesammelte Werke)
| Volume | Titolo | Curatore                   | Città     | Editore                    | Anno | ISBN                   |
| ------ | --- | -------------------------- | --------- | -------------------------- | ---- | ---------------------- |
| 1      | Cartesianische Meditationen und Pariser Vorträge | Strasser, S.               | L'Aia     | Martinus Nijhoff           | 1973 | ISBN 978-90-247-0214-5 |
| 2      | Die Idee der Phänomenologie. Fünf Vorlesungen | Biemel, W                  | L'Aia     | Martinus Nijhoff           | 1973 | ISBN 978-90-247-5139-6 |
| 3.1    | Ideen zu einer reinen Phänomenologie und phänomenologischen Philosophie. Erstes Buch: Allgemeine Einführungin die reine Phänomenologie, 1. Halbband: Text der 1.-3. Auflage        | Schuhmann, K.              | L'Aia     | Martinus Nijhoff           | 1976 | ISBN 978-90-247-1913-6 |
| 3.2    | Ideen zu einer reinen Phänomenologie und phänomenologischen Philosophie. Erstes Buch: Allgemeine Einfuhrung in die reine Phänomenologie, 2. Halbband: Ergänzende Texte (1912-1929) | Schuhmann, K.              | L'Aia     | Martinus Nijhoff           | 1988 | ISBN 978-90-247-1914-3 |
| 4      | Ideen zur einer reinen Phänomenologie und phänomenologischen Philosophie. Zweites Buch: Phänomenologische Untersuchungen zur Konstitution                                          | Biemel, M.                 | L'Aia     | Martinus Nijhoff           | 1952 | ISBN 978-90-247-0218-3 |
| 5      | Ideen zur einer reinen Phänomenologie und phänomenologischen Philosophie. Drittes Buch: Die Phänomenologie und die Fundamente der Wissenschaften                                   | Biemel, M.                 | L'Aia     | Martinus Nijhoff           | 1971 | ISBN 978-90-247-0219-0 |
| 6      | Die Krisis der europäischen Wissenschaften und die transzendentale Phänomenologie. Eine Einleitung in die phänomenologische Philosophie                                            | Biemel, W.                 | L'Aia     | Martinus Nijhoff           | 1976 | ISBN 978-90-247-0221-3 |
| 7      | Erste Philosophie (1923/4). Erste Teil: Kritische Ideengeschichte | Boehm, R.                  | L'Aia     | Martinus Nijhoff           | 1956 | ISBN 978-90-247-0223-7 |
| 8      | Erste Philosophie (1923/4). Zweiter Teil: Theorie der phänomenologischen Reduktion                                                                                                 | Boehm, R.                  | L'Aia     | Martinus Nijhoff           | 1959 | ISBN 978-90-247-0225-1 |
| 9      | Phänomenologische Psychologie. Vorlesungen Sommersemester. 1925 | Biemel, W.                 | L'Aia     | Martinus Nijhoff           | 1968 | ISBN 978-90-247-0226-8 |
| 10     | Zur Phänomenologie des inneren Zeitbewusstseins (1893-1917) | Boehm, R.                  | L'Aia     | Martinus Nijhoff           | 1969 | ISBN 978-90-247-0227-5 |
| 11     | Analysen zur passiven Synthesis. Aus Vorlesungs- und Forschungsmanuskripten, 1918-1926                                                                                             | Fleischer, M.              | L'Aia     | Martinus Nijhoff           | 1966 | ISBN 978-90-247-0229-9 |
| 12     | Philosophie der Arithmetik. Mit ergänzenden Texten (1890-1901) | Eley, L.                   | L'Aia     | Martinus Nijhoff           | 1970 | ISBN 978-90-247-0230-5 |
| 13     | Zur Phänomenologie der Intersubjektivität. Texte aus dem Nachlass. Erster Teil. 1905-1920                                                                                          | Kern, I.                   | L'Aia     | Martinus Nijhoff           | 1973 | ISBN 978-90-247-5028-3 |
| 14     | Zur Phänomenologie der Intersubjektivität. Texte aus dem Nachlass. Zweiter Teil. 1921-1928                                                                                         | Kern, I.                   | L'Aia     | Martinus Nijhoff           | 1973 | ISBN 978-90-247-5029-0 |
| 15     | Zur Phänomenologie der Intersubjektivität. Texte aus dem Nachlass. Dritter Teil. 1929-1935                                                                                         | Kern, I.                   | L'Aia     | Martinus Nijhoff           | 1973 | ISBN 978-90-247-5030-6 |
| 16     | Ding und Raum. Vorlesungen 1907 | Claesges, U.               | L'Aia     | Martinus Nijhoff           | 1973 | ISBN 978-90-247-5049-8 |
| 17     | Formale und transzendentale Logik. Versuch einer Kritik der logischen Vernunft | Janssen, P.                | L'Aia     | Martinus Nijhoff           | 1974 | ISBN 978-90-247-5115-0 |
| 18     | Logische Untersuchungen. Erster Teil. Prolegomena zur reinen Logik. Text der 1. und der 2. Auflage                                                                                 | Holenstein, E.             | L'Aia     | Martinus Nijhoff           | 1975 | ISBN 978-90-247-1722-4 |
| 19     | Logische Untersuchungen. Zweiter Teil. Untersuchungen zur Phänomenologie und Theorie der Erkenntnis. In zwei Bänden                                                                | Panzer, U.                 | L'Aia     | Martinus Nijhoff           | 1984 | ISBN 978-90-247-2517-5 |
| 20.1   | Logische Untersuchungen. Ergänzungsband. Erster Teil. Entwürfe zur Umarbeitung der VI. Untersuchung und zur Vorrede für die Neuauflage der Logischen Untersuchungen (Sommer 1913)  | Melle, U.                  | L'Aia     | Kluwer Academic Publishers | 2002 | ISBN 978-1-4020-0084-3 |
| 20.2   | Logische Untersuchungen. Ergänzungsband. Zweiter Teil. Texte für die Neufassung der VI. Untersuchung. Zur Phänomenologie des Ausdrucks und der Erkenntnis (1893/94-1921)           | Melle, U.                  | L'Aia     | Kluwer Academie Publishers | 2005 | ISBN 978-1-4020-3573-9 |
| 21     | Studien zur Arithmetik und Geometrie. Texte aus dem Nachlass (1886-1901) | Strohmeyer, I.             | L'Aia     | Martinus Nijhoff           | 1983 | ISBN 978-90-247-2497-0 |
| 22     | Aufsätze und Rezensionen (1890-1910) | Rang, B.                   | L'Aia     | Martinus Nijhoff           | 1979 | ISBN 978-90-247-2035-4 |
| 23     | Phäntasie, Bildbewusstsein, Erinnerung. Zur Phänomenologie der anschaulichen Vergegenwartigungen. Texte aus dem Nachlass (1898-1925)                                               | Marbach, E.                | L'Aia     | Martinus Nijhoff           | 1980 | ISBN 978-90-247-2119-1 |
| 24     | Einleitung in die Logik und Erkenntnistheorie. Vorlesungen 1906/07 | Melle, U.                  | L'Aia     | Martinus Nijhoff           | 1985 | ISBN 978-90-247-2947-0 |
| 25     | Aufsätze und Vorträge. 1911-1921. Mit ergänzenden Texten | Nenon, T. e Sepp; H.R.     | L'Aia     | Martinus Nijhoff           | 1986 | ISBN 978-90-247-3216-6 |
| 26     | Vorlesungen über Bedeutungslehre. Sommersemester 1908 | Panzer, U.                 | L'Aia     | Martinus Nijhoff           | 1987 | ISBN 978-90-247-3383-5 |
| 27     | Aufsätze und Vorträge. 1922-1937 | Nenon, T e Sepp, H.R.      | L'Aia     | Kluwer Academic Publishers | 1988 | ISBN 978-90-247-3620-1 |
| 28     | Vorlesungen über Ethik und Wertlehre. 1908-1914 | Melle, U.                  | L'Aia     | Kluwer Academic Publishers | 1988 | ISBN 978-90-247-3708-6 |
| 29     | Die Krisis der europaischen Wissenschaften und die transzendentale Phänomenologie. Ergänzungsband. Texte aus dem Nachlass 1934-1937                                                | Smid, R.N.                 | L'Aia     | Kluwer Academic Publishers | 1992 | ISBN 978-0-7923-1307-6 |
| 30     | Logik und allgemeine Wissenschaftstheorie. Vorlesungen 1917/18. Mit ergänzenden Texten aus der ersten Fassung 1910/11                                                              | Panzer, U.                 | L'Aia     | Kluwer Academic Publishers | 1995 | ISBN 978-0-7923-3731-7 |
| 31     | Aktive Synthesen: Aus der Vorlesung ‘Transzendentale Logik’ 1920/21. Ergänzungsband zu ‘Analysen zur passiven Synthesis’                                                           | Breeur, R.                 | L'Aia     | Kluwer Academic Publishers | 2000 | ISBN 978-0-7923-6342-2 |
| 32     | Natur und Geist: Vorlesungen Sommersemester 1927 | Weiler, M.                 | Dordrecht | Kluwer Academic Publishers | 2001 | ISBN 978-0-7923-6714-7 |
| 33     | Die ‘Bernauer Manuskripte’ über das Zeitbewußtsein (1917/18) | Bernet, R. e Lohmar, D.    | Dordrecht | Kluwer Academic Publishers | 2001 | ISBN 978-0-7923-6956-1 |
| 34     | Zur phänomenologischen Reduktion. Texte aus dem Nachlass (1926-1935) | Luft, S.                   | Dordrecht | Kluwer Academic Publishers | 2002 | ISBN 978-1-4020-0744-6 |
| 35     | Einleitung in die Philosophie. Vorlesungen 1922/23 | Goossens, B.               | Dordrecht | Kluwer Academic Publishers | 2002 | ISBN 978-1-4020-0080-5 |
| 36     | Transzendentaler Idealismus. Texte aus dem Nachlass (1908-1921) | Rollinger, R.D. e Sowa, R. | Dordrecht | Kluwer Academic Publishers | 2003 | ISBN 978-1-4020-1816-9 |
| 37     | Einleitung in die Ethik. Vorlesungen Sommersemester 1920 und 1924 | Peucker, H.                | Dordrecht | Kluwer Academic Publishers | 2004 | ISBN 978-1-4020-1994-4 |
| 38     | Wahrnehmung und Aufmerksamkeit. Texte aus dem Nachlass (1893-1912) | Vongehr, T. e Giuliani, R. | New York  | Springer                   | 2005 | ISBN 978-1-4020-3117-5 |
| 39     | Die Lebenswelt. Auslegungen der vorgegebenen Welt und ihrer Konstitution. Texte aus dem Nachlass (1916-1937)                                                                       | Sowa, R.                   | New York  | Springer                   | 2008 | ISBN 978-1-4020-6476-0 |
| 40     | Untersuchungen zur Urteilstheorie. Texte aus dem Nachlass (1893-1918) | Rollinger, R.              | New York  | Springer                   | 2009 | ISBN 978-1-4020-6896-6 |
| 41     | Zur Lehre vom Wesen und zur Methode der eidetischen Variation. Texte aus dem Nachlass (1891-1935)                                                                                  | Fonfara, D.                | New York  | Springer                   | 2012 | ISBN 978-94-007-2624-6 |
| 42     | Grenzprobleme der Phänomenologie. Analysen des Unbewusstseins und der Instinkte. Metaphysik. Späte Ethik (Texte aus dem Nachlass 1908-1937)                                        | Sowa, R. e Vongehr, T.     | Dordrect  | Springer                   | 2014 | ISBN 978-94-007-6801-7 |
| 43.1   | Studien zur Struktur des Bewusstseins. Teilband I: Verstand und Gegenstand Texte aus dem Nachlass (1909-1927)                                                                      | Melle, U. e Vongehr, T.    | Dordrect  | Springer                   | 2020 | ISBN 978-3-030-35788-7 |
| 43.2   | Studien zur Struktur des Bewusstseins. Teilband II: Gefühl und Wert Texte aus dem Nachlass (1896-1925)                                                                             | Melle, U. e Vongehr, T.    | Dordrect  | Springer                   | 2020 | ISBN 978-3-030-35926-3 |
| 43.3   | Studien zur Struktur des Bewusstseins. Teilband III: Wille und Handlung Texte aus dem Nachlass (1902-1934)                                                                         | Melle, U. e Vongehr, T.    | Dordrect  | Springer                   | 2020 | ISBN 978-3-030-35928-7 |
| 43.4   | Studien zur Struktur des Bewusstseins. Teilband IV: Textkritischer Anhang | Melle, U. e Vongehr, T.    | Dordrect  | Springer                   | 2020 | ISBN 978-3-030-36294-2 |

## Documenti (Dokumente)
| Volume | Autore        | Titolo                                                                          | Curatore                                    | Città           | Editore                    | Anno | ISBN                   |
| ------ | ------------- | ------------------------------------------------------------------------------- | ------------------------------------------- | --------------- | -------------------------- | ---- | ---------------------- |
| 1      | Schuhmann, K. | Husserl-Chronik. Denk-und Lebensweg Edmund Husserls                             | –                                           | L'Aia-Dordrecht | Martinus Nijhoff           | 1981 | ISBN 978-90-247-1972-3 |
| 2.1    | Fink, E.      | Cartesianische Meditation. Teil I: Die Idee einer transzendentalen Methodelehre | Ebeling, H., Holl, J., e van Kerckhoven, G. | L'Aia           | Kluwer Academic Publishers | 1988 | ISBN 978-90-247-3436-8 |
| 2.2    | Fink, E.      | Cartesianische Meditation. Teil II: Ergänzungsband                              | van Kerckhoven, G.                          | L'Aia           | Kluwer Academic Publishers | 1988 | –                      |
| 3      | Husserl, E.   | Briefwechsel                                                                    | Schuhmann, K.                               | L'Aia           | Kluwer Academic Publishers | 1994 | ISBN 978-0-7923-1925-2 |
| 3.1    | Husserl, E.   | Briefwechsel. Band I: Die Brentanoschule                                        | Schuhmann, K.                               | L'Aia           | Kluwer Academic Publishers | 1994 | ISBN 0-7923-2173-1     |
| 3.2    | Husserl, E.   | Briefwechsel. Band II: Die Münchener Phänomenologen                             | Schuhmann, K.                               | L'Aia           | Kluwer Academic Publishers | 1994 | ISBN 0-7923-2174-X     |
| 3.3    | Husserl, E.   | Briefwechsel. Band III: Die Göttinger Schule                                    | Schuhmann, K.                               | L'Aia           | Kluwer Academic Publishers | 1994 | ISBN 0-7923-2175-8     |
| 3.4    | Husserl, E.   | Briefwechsel. Band IV: Die Freiburger Schüler                                   | Schuhmann, K.                               | L'Aia           | Kluwer Academic Publishers | 1994 | ISBN 0-7923-2176-6     |
| 3.5    | Husserl, E.   | Briefwechsel. Band V: Die Neukantianer                                          | Schuhmann, K.                               | L'Aia           | Kluwer Academic Publishers | 1994 | ISBN 0-7923-2177-4     |
| 3.6    | Husserl, E.   | Briefwechsel. Band VI: Philosophenbriefe                                        | Schuhmann, K.                               | L'Aia           | Kluwer Academic Publishers | 1994 | ISBN 0-7923-2178-2     |
| 3.7    | Husserl, E.   | Briefwechsel. Band VII: Wissenschaftlerkorrespondenz                            | Schuhmann, K.                               | L'Aia           | Kluwer Academic Publishers | 1994 | ISBN 0-7923-2179-0     |
| 3.8    | Husserl, E.   | Briefwechsel. Band VIII: Institutionelle Schreiben                              | Schuhmann, K.                               | L'Aia           | Kluwer Academic Publishers | 1994 | ISBN 0-7923-2180-4     |
| 3.9    | Husserl, E.   | Briefwechsel. Band IX: Familienbriefe                                           | Schuhmann, K.                               | L'Aia           | Kluwer Academic Publishers | 1994 | ISBN 0-7923-2181-2     |
| 3.10   | Husserl, E.   | Briefwechsel. Band X: Einführung und Register                                   | Schuhmann, K.                               | L'Aia           | Kluwer Academic Publishers | 1994 | ISBN 0-7923-2182-0     |
| 4      | Spileers, S.  | Husserl Bibliography                                                            | –                                           | L'Aia           | Kluwer Academic Publishers | 1999 | ISBN 978-0-7923-5181-8 |

## Materiali (Materialien)
| Volume | Titolo                                                               | Curatore      | Città     | Editore                    | Anno | ISBN                   |
| ------ | -------------------------------------------------------------------- | ------------- | --------- | -------------------------- | ---- | ---------------------- |
| 1      | Logik. Vorlesung 1896                                                | Schuhmann, E. | Dordrecht | Kluwer Academic Publishers | 2001 | ISBN 978-0-7923-6911-0 |
| 2      | Logik. Vorlesung 1902/03                                             | Schuhmann, E. | Dordrecht | Kluwer Academic Publishers | 2001 | ISBN 978-0-7923-6912-7 |
| 3      | Allgemeine Erkenntnistheorie. Vorlesung 1902/03                      | Schuhmann, E. | Dordrecht | Kluwer Academic Publishers | 2001 | ISBN 978-0-7923-6913-4 |
| 4      | Natur und Geist. Vorlesungen Sommersemester 1919                     | Weiler, M.    | Dordrecht | Kluwer Academic Publishers | 2002 | ISBN 978-1-4020-0404-9 |
| 5      | Urteilstheorie. Vorlesung 1905                                       | Schuhmann, E. | Dordrecht | Kluwer Academic Publishers | 2002 | ISBN 978-1-4020-0928-0 |
| 6      | Alte und neue Logik. Vorlesung 1908/09                               | Schuhmann, E. | Dordrecht | Kluwer Academic Publishers | 2003 | ISBN 978-1-4020-1397-3 |
| 7      | Einführung in die Phänomenologie der Erkenntnis. Vorlesung 1909      | Schuhmann, E. | Dordrecht | Kluwer Academic Publishers | 2005 | ISBN 978-1-4020-3306-3 |
| 8      | Späte Texte über Zeitkonstitution (1929-1934). Die C-Manuskripte     | Lohmar, D.    | Dordrecht | Springer                   | 2006 | ISBN 978-1-4020-4121-1 |
| 9      | Einleitung in die Philosophie. Vorlesungen 1916-1919                 | Jacobs, H.    | Dordrecht | Springer                   | 2012 | ISBN 978-94-007-4657-2 |
| 10     | Einleitung in die Phänomenologie Vorlesung 1912                      | Vongehr, T.   | Dordrecht | Springer                   | 2023 | ISBN 978-3-031-19557-0 |
| 11     | Manuskripte zur Konstitution von Raumdingen – aus den D-Manuskripten | Lohmar, D.    | Cham      | Springer                   | 2024 | ISBN 978-3-031-65759-7 |

## Edizione inglese (Collected Works)
| Volume | Titolo | Traduttore                 | Anno | ISBN HB                | ISBN PB                |
| ------ | --- | -------------------------- | ---- | ---------------------- | ---------------------- |
| 1      | Ideas Pertaining to a Pure Phenomenology and to a Phenomenological Philosophy, Third Book. Phenomenology and the Foundation of the Sciences | Klein, T. e Pohl, W.       | 1980 | ISBN 978-90-247-2093-4 | ISBN 978-1-4020-0256-4 |
| 2      | Ideas Pertaining to a Pure Phenomenology and to a Phenomenological Philosophy, First Book. General Introduction to a Pure Phenomenology | Kersten, F.                | 1982 | ISBN 978-90-247-2503-8 | ISBN 978-90-247-2852-7 |
| 3      | Ideas Pertaining to a Pure Phenomenology and to a Phenomenological Philosophy, Second Book. Studies in the Phenomenology of Constitution | Rojcewicz, R e Schuwer, A. | 1989 | ISBN 978-0-7923-0011-3 | ISBN 978-0-7923-0713-6 |
| 4      | On the Phenomenology of the Consciousness of Internal Time (1893-1917) | John Barnett Brough.       | 1991 | ISBN 978-0-7923-0891-1 | ISBN 978-0-7923-1536-0 |
| 5      | Early Writings in the Philosophy of Logic and Mathematics | Willard, D.                | 1994 | ISBN 978-0-7923-2262-7 | ISBN 978-90-481-4266-8 |
| 6      | Psychological and Transcendental Phenomenology and the Confrontation with Heidegger (1927-1931). The Encylopaedia Britannica Article, the Amsterdam Lectures, "Phenomenology and Anthropology", and Husserl's Marginal Notes in Being and Time and Kant and the Problem of Metaphysics | Sheehan, T. e Palmer, R.E. | 1997 | ISBN 978-0-7923-4481-0 | ISBN 978-90-481-9922-8 |
| 7      | Thing and Space: Lectures of 1907 | Rojcewicz, R.              | 1997 | ISBN 978-0-7923-4749-1 | ISBN 978-90-481-4913-1 |
| 8      | The Idea of Phenomenology | Hardy, L.                  | 1999 | ISBN 978-0-7923-5691-2 | ISBN 978-90-481-5212-4 |
| 9      | Analyses Concerning Passive and Active Synthesis: Lectures on Transcendental Logic | Steinbock, A.J.            | 2001 | ISBN 978-0-7923-7065-9 | ISBN 978-0-7923-7066-6 |
| 10     | Philosophy of Arithmetic. Psychological and Logical Investigations - with Supplementary Texts from 1887-1901 | Willard, D.                | 2003 | ISBN 978-1-4020-1546-5 | ISBN 978-1-4020-1603-5 |
| 11     | Phantasy, Image Consciousness, and Memory (1898-1925) | Brough, J.                 | 2005 | ISBN 978-1-4020-2641-6 | ISBN 978-1-4020-3215-8 |
| 12     | The Basic Problems of Phenomenology. From the Lectures, Winter Semester, 1910-11 | Farin, I. e Hart, J.G.     | 2006 | ISBN 978-1-4020-3787-0 | ISBN 978-1-4020-3788-7 |
| 13     | Introduction to Logic and Theory of Knowledge. Lectures 1906/07 | Claire Ortiz Hill          | 2008 | ISBN 978-1-4020-6725-9 | ISBN 978-1-4020-6726-6 |
| 14     | First Philosophy. Lectures 1923/24 and Related Texts from the Manuscripts (1920-1925) | S. Luft, T. M. Naberhaus   | 2019 | ISBN 978-94-024-1595-7 |                        |
| 15     | Logic and General Theory of Science. Lectures 1917/18 with Supplementary Texts from the First Version of 1910/11 | Claire Ortiz Hill          | 2019 | ISBN 978-3-030-14528-6 |                        |